# Lancôme

Lancôme-Logo

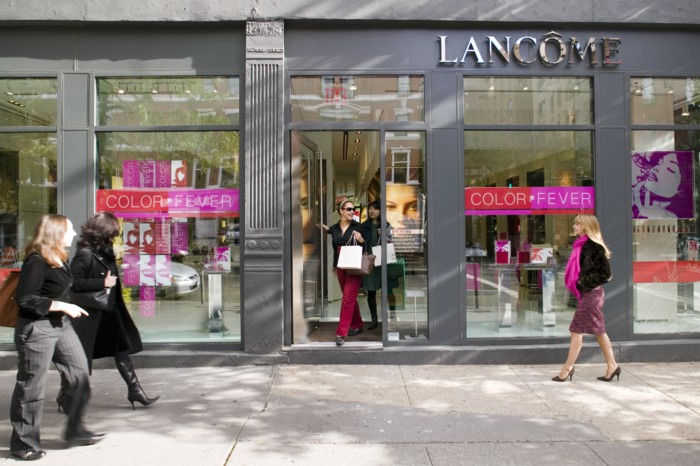
Lancôme-Geschäft in New York City (seit 2011 geschlossen)

Lancôme ist eine Kosmetikmarke des französischen Konzerns L’Oréal. Sie umfasst die drei Bereiche Pflege, Make-up und Parfüm und ist laut Firmenangaben weltweit die Nummer eins bei der Gesichtspflege durch hochpreisige Produkte („selektive Gesichtspflege“) und des Make-ups. Produkte dieser Marke werden in mehr als 140 Ländern verkauft.

## Unternehmensgeschichte
Das französische Unternehmen Lancôme wurde 1935 von Armand Petitjean gegründet. Den Firmennamen leitete er von dem historischen Château de Lancosme ab, das südlich von Paris, in der Nähe von Vendœuvres gelegen ist. Als Unternehmenslogo wählte er eine die Marke bis heute repräsentierende stilisierte Rose. Bereits im Gründungsjahr lancierte Petitjean fünf Parfums, denen später etliche weitere folgten. Die heute als Sammlerstücke geltenden Flakons wurden vom französischen Künstler Georges Delhomme entworfen.
Im Jahr 1936 brachte Lancôme mit der Creme Nutrix seine erste Gesichtspflege auf den Markt. Chemiker Pierre Vélon gelang durch ein bis dato unbekanntes Verfahren, natürliche Proteine und Wachse in Wasser und Öl zu mischen. Die mit Parfum angereicherte, bis heute erhältliche Creme wurde zu einem Verkaufsschlager. 1938 wurde die erste Lippenstiftkollektion mit Rosenduft unter dem Namen Rose de France herausgebracht. Es folgten etliche weitere Parfums, Make-ups und Pflegeprodukte, die bis 1955 in 68 Ländern erhältlich waren. Im Februar 1942 gründete Armand Petitjean die hauseigene École Lancôme, um Frauen in Stil und Eleganz zu unterweisen und damit Botschafterinnen der Marke zu werden. 1952 wurde mit Trésor ein Parfum kreiert, das zum Duftklassiker werden sollte, dessen Originalduft vom Parfumeur Jean Hervelin komponiert und dessen diamantförmige Flakon wieder von Georges Delhomme entworfen wurde.
1964 ging das Familienunternehmen, dessen Leitung inzwischen Armand Marcel Petitjean, der Sohn des Gründers, übernommen hatte, in den Besitz des französischen Kosmetikkonzerns L’Oréal über, wo es Teil der Division Luxusprodukte wurde. Lancôme ist eine der erfolgreichsten der 23 Marken des Konzerns. 2010 machte sie auf dem deutschen Markt erstmals einen Umsatz von über 1 Milliarde Euro und ist damit Marktführer im Bereich der hochpreisigen Gesichtspflege.

## Produkte und Werbeträger
Von Lancôme werden Produkte in den Sparten Parfum, Pflege und Make-up hergestellt. Zu den bekanntesten und umsatzstärksten Parfums der Marke zählt der Duft Trésor. 1990 erschien eine Neuinterpretation durch die Parfumeurin Sophia Grojsman. Weitere bekannte Kreationen sind Trésor In Love, Miracle, Hypnôse und La vie est belle (dt. das Leben ist schön). Im Bereich der Hautpflege zählen die Serien Génifique, Hydra Zen und Nutrix zu den wichtigsten. Mit Hypnôse, Teint Miracle und In Love konnte sich das Unternehmen auch in der Make-up-Sparte etablieren.
Für Werbekampagnen konnte Lancôme Schauspielerinnen wie Kate Winslet, Julia Roberts, Penélope Cruz, Lily Collins, Emma Watson und Janina Uhse gewinnen. Jüngste weltweite Markenbotschafterin von Lancôme ist seit Oktober 2019 die US-amerikanische Schauspielerin Amanda Seyfried.

## Trivia
Der für Tresor 1991 publizierte TV-Spot "L’amour est un trésor" mit Isabella Rossellini wurde mit wechselnder Besetzung mit immer demselben Motiv fast 25 Jahre lang aufgelegt. Das von Philippe Briche komponierte Stück errang dadurch große Bekanntheit und wurde von mehreren Musikern aufgegriffen. Im Jahre 2012 wurde es von Eduardo Cruz zu einem Orchesterwerk arrangiert.